# 買的
買的（?—?），元朝公主，元宪宗蒙哥的曾孙女，父亲不详。
益里海雅嫁给了亦乞列思的首领阿失，阿失是忽怜之子、札忽儿臣之孙、锁儿哈曾孙、孛秃玄孙。孛秃是成吉思汗的妹夫兼女婿（帖木侖、火臣别吉的驸马）。阿失驸马先娶撒儿塔陈公主，之后娶元成宗之女益里海雅，之后再娶買的公主。大德五年（1301年），元成宗派阿失跟随晋王甘麻剌、海山讨伐察合台汗国笃哇，在哈剌答山射中笃哇之膝，海山解衣赐给他。成宗加赐珠衣。